# Wilson, Western Australia
Wilson är en ort i Australien. Den ligger i kommunen Canning och delstaten Western Australia, nära delstatshuvudstaden Perth. Antalet invånare är 5 188.
Runt Wilson är det tätbefolkat, med 790 invånare per kvadratkilometer.. Närmaste större samhälle är Perth, nära Wilson. 
Runt Wilson är det i huvudsak tätbebyggt. Genomsnittlig årsnederbörd är 1 018 millimeter. Den regnigaste månaden är maj, med i genomsnitt 176 mm nederbörd, och den torraste är februari, med 9 mm nederbörd.